# Sandjaktspindel
Sandjaktspindel (Xerolycosa miniata) är en spindelart som först beskrevs av Carl Ludwig Koch 1834.  Sandjaktspindel ingår i släktet Xerolycosa och familjen vargspindlar. Arten är reproducerande i Sverige. Inga underarter finns listade i Catalogue of Life.